# 駝背琴脂鯉
駝背琴脂鯉為輻鰭魚綱脂鯉目琴脂鯉亞目琴脂鯉科的其中一種，為熱帶淡水魚，分布於非洲剛果河及坦干伊喀湖流域，本體長可達61公分，棲息在河口、河灣處，生活習性不明，可做為食用魚。

## 扩展阅读
維基物種上的相關：駝背琴脂鯉